# Dzień Nowotomysko-Grodziski
Dzień Nowotomysko-Grodziski – tygodnik regionalny wydawany na terenie powiatów nowotomyskiego i grodziskiego. Ukazuje się we wtorek wraz z wydaniem   
Głosu Wielkopolskiego. Gazeta ma charakter publicystyczno-informacyjny, a jej tematyka obejmuje wydarzenia społeczne, polityczne, gospodarcze, kulturalne oraz sportowe na terenie obu powiatów. Objętość pisma wynosi 32 strony. Redakcja prowadzi także portale: grodzisk.naszemiasto.pl, nowytomysl.naszemiasto.pl i opalenica.naszemiasto.pl.. Redaktorem prowadzącym pisma jest Anna Wyrwa-Sadowska.